# Kisecset
Kisecset là một thị trấn thuộc hạt Nógrád, Hungary. Thị trấn này có diện tích 8,62 km², dân số năm 2010 là 178 người, mật độ 21 người/km².